# Arnaldo Tamayo Méndez
Arnaldo Tamayo Méndez (Guantánamo, 29 de janeiro de 1942) foi o primeiro cosmonauta cubano e latino-americano, integrante do programa espacial soviético Intercosmos. Foi também piloto de combate e herói da República da Cuba.
Tamayo Méndez formou-se na Academia da Força Aérea cubana e tornou-se piloto da Força de Defesa Aérea de Cuba. Em 1978 foi selecionado para fazer parte do programa Intercosmos e em 18 de setembro de 1980 foi lançado da base de Baikonur junto com o cosmonauta soviético Yuri Romanenko, em direção a base orbital Salyut 6, na missão Soyuz 38, para uma estadia de sete dias.
Nesta missão, Tamayo Méndez e Romanenko realizaram experiências em órbita no sentido de descobrir o que causava a chamada “doença do espaço”. 
Após 124 órbitas terrestres, os dois tripulantes da Soyuz 38 regressaram à Terra num pouso arriscado, realizado em meio à escuridão da madrugada das estepes russas.
Depois de sua missão, Tamayo Méndez foi condecorado como Herói da União Soviética e recebeu a medalha de Herói Nacional de Cuba, criada para ele pelo governo de Fidel Castro. Tornou-se diretor da Sociedade Educacional e Patriótica Militar, a versão cubana dos escoteiros, e, como brigadeiro-general, diretor de Relações Internacionais das Forças Armadas cubanas.